# Ledigenheim München

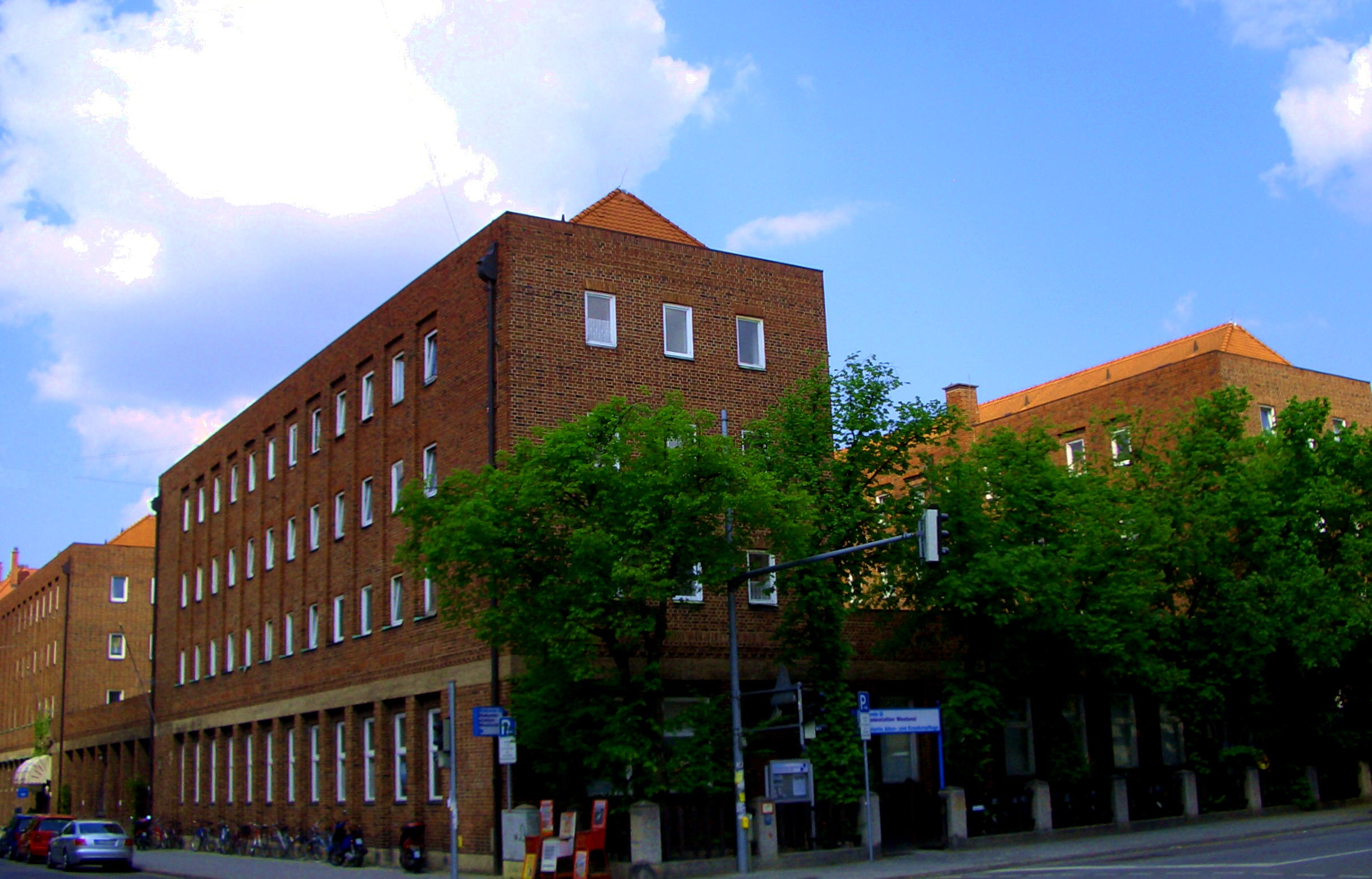
Ledigenheim von Süden

Das Ledigenheim München ist eines der beiden noch betriebenen Ledigenheime in Europa. Es wird von einem Verein gleichen Namens getragen.

## Lage und Gebäude

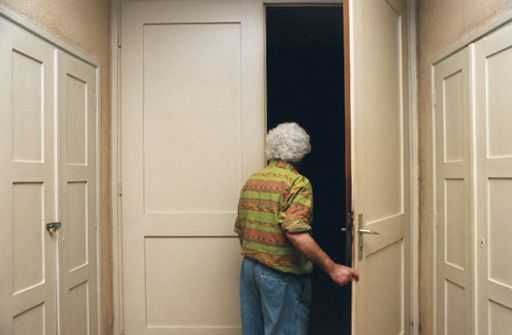
Tür zum Gemeinschaftsraum im Ledigenheim

Das Ledigenheim München liegt im Münchner Stadtbezirk Schwanthalerhöhe an der Bergmannstraße zwischen Kazmair- und Gollierstraße, in unmittelbarer Nachbarschaft der Auferstehungskirche. Im Nordwesten grenzt der Gollierplatz an das Bauwerk.
Das Gebäude, ein Rohziegelbau im Stil der Neuen Sachlichkeit, wurde von Theodor Fischer entworfen. Zwei vierstöckige Gebäudetrakte, beide dreiflügelig in rechteckiger Hufeisenform angelegt, sind an ihren – einander gegenübergelegenen – Mittelflügeln durch einen schmalen dritten, drei Stockwerke höheren Gebäudeteil miteinander verbunden. Die Gesamtanlage steht somit auf langrechteckigem, symmetrischen Grundriss in der Form eines „H“, dessen obere und untere Enden rechtwinkelig verlängert sind. Der so an allen vier Seiten entstandene Hof ist in drei Fällen an der äußeren Seite durch einen erdgeschossigen Pavillon geschlossen; an der Bergmannstraße ist dieser Hof durch einen einstöckigen Portikus aus sechs Pfeilern begrenzt, der den Haupteingang bildet. Die Decke des Erdgeschosses ist an der Fassade als Sichtbetonstreifen ablesbar. Insgesamt ergibt sich zwar ein monumentaler Eindruck, jedoch ist der erhöhte Mitteltrakt – im Grundriss der Mittelstrich des „H“ – so weit von den Straßenfronten zurückgesetzt, dass er nur vom Haupteingang aus sichtbar wird.
Die schlichte Sachlichkeit der Gebäude wird dadurch gemildert, dass die Pfeiler des Portikus an den Gebäudefassaden als Lisenen weitergeführt werden; die Seitentrakte tragen darüber hinaus etwas zurückgesetzte Walmdächer, die in Kontrast zur sonst streng kubischen Form und rechteckigen Anordnung der Gebäudeteile stehen. Im Erdgeschossbereich sind die Fassaden durch eingeschnittene, also versenkte Reliefs von Karl Knappe verziert.
Die Anlage des Ledigenheims steht unter Denkmalschutz, sie bildet zusammen mit der wenige Jahre später in passendem Stil erbauten Auferstehungskirche eine Gruppe.

## Zimmer und Ausstattung

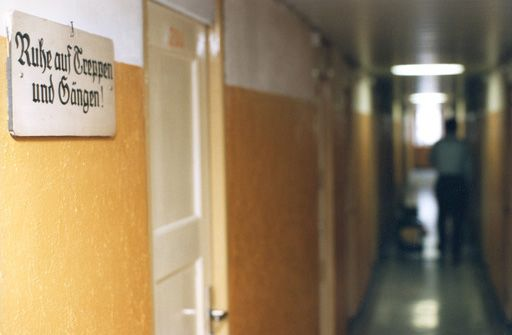
Gang mit Zimmertüren im Ledigenheim

Das Ledigenheim München bietet 382 Zimmer einfacher Ausstattung mit Waschgelegenheit; die Zimmer werden möbliert vermietet. Toiletten und Gemeinschaftsduschen befinden sich in jedem Stockwerk. In einer Gemeinschaftsküche können sich die Bewohner selbst Mahlzeiten zubereiten; die Gemeinschaftsräume sind größtenteils mit Fernsehapparaten ausgestattet. 2020 betrug die Miete zwischen 190 € und 500 €.

## Verein
Der Verein wird von einem dreiköpfigen Vorstand geführt; Vorsitzender des Aufsichtsrats ist Bernhard Goodwin; laut Satzung ist ein Vertreter der Landeshauptstadt Mitglied des Aufsichtsrats.
Leiterin des Ledigenheimes ist seit 2010 Claudia Bethcke.

## Geschichte
Die Wohnungsnot in München veranlasste im Jahre 1913 wohlhabende Bürger, unter ihnen auch der spätere Architekt des Ledigenheimes, Theodor Fischer, zur Gründung eines gemeinnützigen Vereins mit dem Ziel der Errichtung und Unterhaltung eines geeigneten Gebäudes. Zu den zahlreichen Gründern dieses Vereins gehören
bekannte Persönlichkeiten wie die späteren Vorsitzenden des Vereins, Hans Graf zu Toerring-Jettenbach und Paul Busching. Eine Schenkung durch Theodor von Cramer-Klett ermöglichte bereits 1914 den Erwerb des 3,5 Hektar großen Grundstückes; der Erste Weltkrieg verhinderte jedoch zunächst den geplanten Bau. Im September 1925 wurde schließlich der von Fischer geplante Bau genehmigt, der ab Februar 1926 errichtet und im Juni 1927 – mit damals noch 510 Zimmern – eingeweiht wurde. Zunächst war das Heim nicht voll belegt, da die Weltwirtschaftskrise etliche private Untervermieter als Konkurrenz auf den Plan rief. In der nationalsozialistischen Diktatur kam das Ledigenheim unter „gleichgeschaltete“ Leitung. Ab 1957 wurde das Haus renoviert, letzte Kriegsschäden beseitigt, die Zimmer auf Warmwasser umgestellt und teilweise zusammengelegt, so dass die heutige, etwas geringere Kapazität entstand.
Bis 2006 befand sich im südlichen Erdgeschoss ein Lokal mit dem Namen Ledigenheim. Dieses wurde in den 1960er Jahren unter anderem von Karl-Heinz Wildmoser geführt, der sich später als Münchner Großgastronom und vor allem als Vereinspräsident des TSV 1860 München einen Namen machte.